# Bozzay Margit (író)
Közkeletű nevén Bozzay Margit, valódi nevén bozzai Bozzay Boldizsárné Horváth Margit (jobaházi dőry) (Kemenesszentpéter, 1893. január 3. – Budapest, 1942. március 17.) író, újságíró.

## Családja
Horváth Antal gazdatiszt és Moller Hermine (egy osztrák-morva orvos leánya) gyermekeként született. Édesapja családja a Bach-korszakban vesztette el utolsó családi birtokait, az ősi földből. Apja a gazdasági akadémia elvégzését követően beállt gazdatisztnek abba a 4000 holdas káptalani birtokba, amely eredendően az övék volt. Összesen tizenhárman voltak testvérek, akik közül heten érték meg a felnőttkort. Testvérei J. Horváth László (1897–1974) mezőgazdasági mérnök és Soproni Horváth József festőművész (1891–1971). Férje a Vas vármegyei római katolikus régi nemesi származású bozzai Bozzay család sarja, bozzai Bozzay Boldizsár (1881–1958), okleveles gazda, akinek a szülei bozzai Bozzay Gáspár (1843–1912), a szombathelyi járás főszolgabírája, és Kárnics Ágnes voltak. Bozzay Boldizsár, és Bozzay Margit írónő fiai Bozzay Emil (1910-1994) és Bozzay Dezső (1912–1974) ipari formatervező. Unokája Bozzay Margit modell. Bozzay Zsuzsanna okleveles kémia és fizika tanár, (1941-) és Bozzay Atilla (1943 -)

## Pályafutása
1924 és 1939 között a Pesti Hírlap asszonyrovatát vezette. Utána a Párisi Divat hetilapnak és a Reggeli Magyarország napilapnak (ennél a két sajtóterméknél belső munkatársként) és a Kincses Újságnak (utóbbi hetilapnál főmunkatársként) dolgozott.
Ő volt az első magyar női életrajzi lexikon összeállítója, szerkesztője, ami Magyar Asszonyok Lexikona címen jelent meg 1931-ben.

## Élete
Első élményeit a Vas vármegyei Kemenesszentpéter erdői, rétjei, és a Rába part tisztásai adták. Fiatalon, „zöld gyerekfejjel" (írta önéletírásában) ment férjhez, amely házasságból két gyermek született. Tizenhárom év házasságot követően, volt bátorsága változtatni a nem működő kapcsolaton: elvált, s elhagyta a vidéki nyugalmas, és anyagilag gondtalan életet. Idősebb gyerekével és házi szolgájával Budapestre költözött. Ez volt a „halálugrás a semmibe" – így jellemezte ezt az időszakot később. Egyedül, a maga erejéből, anyagi segítség nélkül nevelte gyerekeit, járatta iskolába, miközben az első két esztendőben reggel nyolc és este hat között varrodában dolgozott, megfeszített tempóban, s utána este hét és éjfél között szerkesztőségben dolgozott. 
A megélhetés terhének nyomása alól az írásaiért kapott tiszteletdíjak enyhítettek lassanként. Írni a napi munka, a vasalás, a gyerekekkel való tanulás után, időkorlátok közé szorítva, éjszakai időben volt lehetséges. Tévedésre, helyesbítésre szoruló írások megszületésére nem volt mód a kötött életvitele miatt. Nem hibázhatott, nem volt idő javításra. Regényei, novellái éjjel születtek. Kettőig írhatott, mert reggel kezdődött minden elölről.  Amikor azután már szerkesztőségekben dolgozott, rászokott a napi pontos, és rendszeres munkára, a naponta két-három cikk megírására.

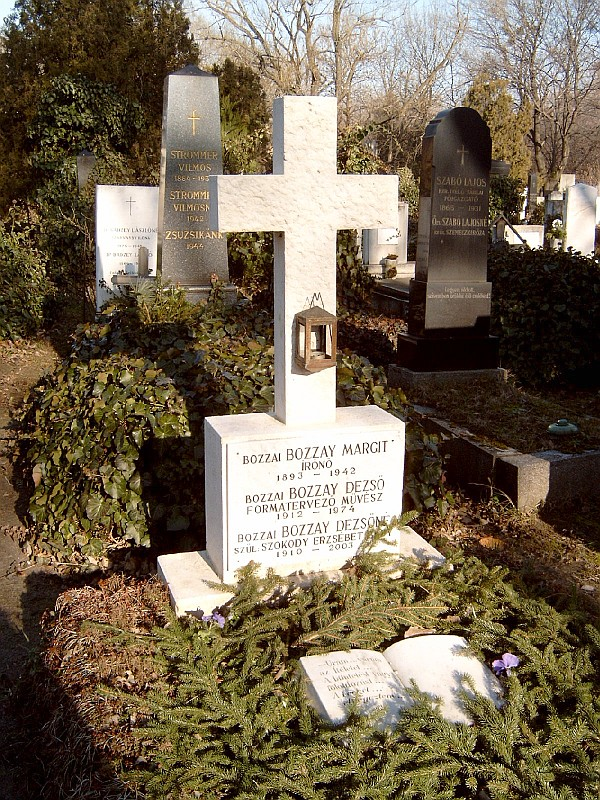
Bozzay Dezső és Bozzay Margit sírja

„A munka egyik része a tehetség, a második a mesterség. Az elsőt kapja az ember, a másodikat neveli." – vallotta. Szívből írt, saját élményeit, tapasztalatait beleszőve az írásaiba.  Női íróként, hamar kedveltté lett – főképp a hírlapírás elhanyagoltabban kezelt – női olvasók táborában, s rövidesen állandó megjelenéssel, a vasárnapi Asszony-rovattal igen nagy népszerűségre tett szert. Amikor kisebbik gyermeke halálos betegségbe esett, élményeinek, elkeseredésének hangot adott írásaiban, s válaszképpen leveleik ezreivel ostromolták az újság szerkesztőségét, New York-tól, Dél-Amerikáig érkeztek az együtt érző levelek.  A lap soha sem látott olvasói visszhangja meglepte a szerkesztőséget magát is. A korszak kedvelt és modern asszonyideáljává vált sorsa, és írásainak sokasága révén, amelyek az akkori nők hétköznapi problémakörét járta körül. Olvasmányos cikkeivel, verseivel és novellái lett népszerű. Írásai gyakran kalandos nőtörténetek, az akkori férfi központú publicisztikai közegben lévő üde színfolt. Írásai közül kiemelkedik az önéletrajzi elemekkel átszőtt trilógiája (Tizenötéves feleség, 1936; Kenyér és szerelem, 1937;  A lecke vége, 1939).

## Emlékezete
A budapesti Kerepesi temetőben helyezték örök nyugalomra, síremlékét Varga József szobrászművész készítette 2004-ben. Kemenesszentpéteren 2007-ben emlékhelyet állítottak a család tiszteletére (Horváth Emlékszoba).

## Művei
- Álarc nélkül. Mozaikszemek egy téli délutánból. Regény. (Tolnai regénytára. Budapest, 1929; 2. kiad. 1940; új kiad. 1991)
- A hadifogoly. Regény. (Világvárosi regények. 167. Budapest, 1935; 2. kiad. Tel-Aviv, 1962)
- Tizenötéves feleség. Regény (Budapest, 1936; 4. kiad. 1940?; új kiad. 1990)
- Az Árnyék. Regény (Világkönyvtár. 34. Budapest, 1937)
- Kenyér és szerelem. Regény (Budapest, 1937; 2. kiad. 1941; új kiad. 1990)
- Vörös köd. Regény (Budapest, 1938; 3. kiad. 1940?)
- A lecke vége. Regény (Budapest, 1939; 2. kiad. 1940?; új kiad. 1990)
- Egy pár selyemharisnya. Regény (Budapest, 1940; 2. kiad. 1944)
- Bécsi randevú. Regény (Budapest, 1941)
- Az asszony. I–II. köt. Regény (Budapest, 1942)
- A sorsom mása. Versek (Budapest, 1942)
- Hazugságok százada. Korképek, vallomások (Budapest, 1944)
- Negyven év után. Korképek, vallomások (Budapest, 1944)